# Petroica torrentera
La petroica torrentera (Monachella muelleriana) és una espècie d'ocell passeriforme de la família Petroicidae, i única representant del gènere Monachella Salvadori, 1874. És endèmica de Nova Guinea i Nova Bretanya.

## Taxonomia
Algunes classificacions consideren que la població de Nova Bretanya és en realitat una espècie diferent:
- Monachella coultasi Mayr, 1934 - petroica de Nova Bretanya.[3]